# 스티브 윈우드
스티브 윈우드(영어: Steve Winwood, 1948년 5월 12일 ~ )는 영국의 음악가이다.
더 스펜서 데이비스 그룹의 일원으로서 1960년대 중반에 인기를 얻고, 탈퇴 후 트래픽의 구성원으로서도 성공을 거두었다. 1970년대 후반 이후, 솔로로 활동하고 있다.

## 음반 목록
- 1977: Steve Winwood
- 1980: Arc of a Diver
- 1982: Talking Back to the Night
- 1986: Back in the High Life
- 1988: Roll with It
- 1990: Refugees of the Heart
- 1997: Junction Seven
- 2003: About Time
- 2008: Nine Lives
- 2017: Greatest Hits Live